# Víctor Córdoba
Víctor Córdoba (* 15. März 1962 in Punta Alegre, Darién, Panama) ist ehemaliger panamaischer Boxer und WBA-Weltmeister im Supermittelgewicht.

## Profi
Er gab im Jahre 1981 erfolgreich sein Profidebüt und gewann 1985 sowohl den WBA Fedelatin- als auch den panamaischen Meistertitel. Im Jahr 1991 errang er mit einem technischen K.-o.-Sieg in Runde 9 gegen den Franzosen Christophe Tiozzo (28-0-0) den WBA-Weltmeistertitel und verteidigte ihn mit einem technischen K.-o.-Sieg in Runde 11 gegen den Italiener Vincenzo Nardiello.